# Hoosac-Tunnel
Der Hoosac-Tunnel (auch Hoosic oder Hoosick Tunnel) ist ein 7,64 km langer Eisenbahntunnel durch die Hoosac Range, eine bis zu 910 m hohe Fortsetzung der Green Mountains in Vermont. Dieses Mittelgebirge stellte sich einer Schienenverbindung von Neu-England in den aufstrebenden Westen des Landes massiv entgegen. Das östliche Tunnelportal ist bei Florida in Massachusetts, das Westportal bei North Adams, Massachusetts. Die Bauarbeiten begannen 1851 und wurden 1875 abgeschlossen. Zum Zeitpunkt der Fertigstellung war er nach dem Mont-Cenis-Eisenbahntunnel der zweitlängste Tunnel der Welt. Bis zur Fertigstellung des Moffat-Tunnels 1928 war er der längste Tunnel Nordamerikas und ist heute noch der längste Tunnel östlich der Rocky Mountains.

## Baugeschichte
Das Projekt zum Bau eines Tunnels geht zurück bis ins Jahr 1819, als ein Kanal zwischen Boston und Upstate New York geplant wurde. Der Tunnel sollte den Deerfield River östlich und den Hoosic River westlich der Hoosac Range verbinden. Das Projekt wurde zu den Akten gelegt, jedoch später beim Bau der „Troy and Greenfield Railroad“ wiederbelebt. Treibende Kraft war der Industrielle, Eisenbahnunternehmer und Mitglied des Repräsentantenhauses Alvah Crocker. Es dauerte über 20 Jahre, bis der Tunnel vollendet war, und kostete 21 Millionen Dollar (nach heutigem Wert rund 619 Millionen Dollar). Der Bau wurde stark kritisiert und erhielt den Spitznamen „The Great Bore“ (die große Bohrung). Der spätere Richter am Obersten Gerichtshof Oliver Wendell Holmes, Jr. sagte dazu: „an einem Ende des Tunnels wartet eine Wand von Rechtsanwälten und am anderen Ende soll ein Gewinn herausspringen.“
Erster leitender Bauingenieur war A. F. Edwards. Nachdem der Staat Massachusetts 1855 einen Kredit in Höhe von 2 Millionen Dollar an „Edward Wellman and Company“ gewährt hatte, begannen im folgenden Jahr die Bauarbeiten. 1856 wurde Herman Haupt leitender Ingenieur.
Die konkurrierende „Western Railroad“, mit einer südlichen Strecke über Springfield und Pittsfield, wehrte sich gegen den Tunnel und die damit nördlichere Strecke durch den Staat. Ihre Arbeit war erfolgreich. 1861 stellte der Staat seine Unterstützung des Tunnelbaus ein. Haupt musste seine Arbeit unterbrechen und Konkurs anmelden. Bis dahin waren 1295 m, etwas mehr als ein Sechstel der Gesamtlänge, fertiggestellt. Haupt ging zur Union Army, wurde während des Amerikanischen Bürgerkrieges Eisenbahningenieur und brachte es bis zum General.
Nachdem die „Troy and Greenfield Railroad“ 1862 mit der Kreditverzinsung und -rückzahlung in Verzug gekommen war, machte der Commonwealth of Massachusetts von seinem Hypothekenrecht Gebrauch und übernahm die Bahngesellschaft und damit auch das Tunnelprojekt. In der Folge wurde der Ingenieur Charles Storrow nach Europa geschickt, um neue Methoden des Tunnelbaues, besonders die Anwendung von Nitroglyzerin und Pressluft (Bohrhammer) beim Tunnelbau, zu studieren. 1863 nahm der Staat den Bau wieder auf und beauftragte Thomas Doane mit der Bauleitung.

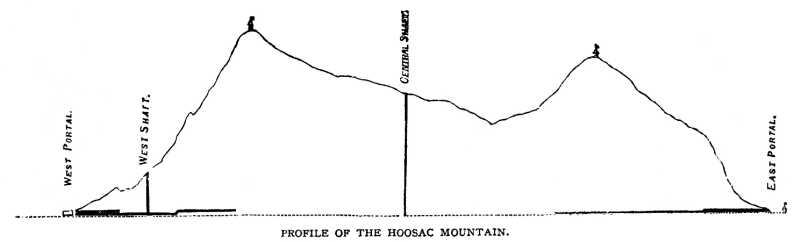
Profil des Tunnels

1868 wurden weitere 5 Millionen Dollar für den Tunnelbau genehmigt. Der kanadische Ingenieur William Shanly (auch Shanley) und sein Bruder Francis übernahmen das Projekt vom Staat und leiteten die Unternehmung bis zur Fertigstellung der Tunnelbohrung. Letzter leitender Ingenieur war Bernard N. Farren, der am 19. November 1874 seine Tätigkeit aufnahm. Er war für alle Schlussarbeiten zuständig, unter anderem die Vergrößerung einiger Tunnelabschnitte, die Sicherung lockerer Bereiche mit Gewölben, den Bau von Drainagen und die Fertigstellung des östlichen Tunnelportales.
Der erste Zug fuhr am 9. Februar 1875 durch den Tunnel. Der reguläre Betrieb zwischen Boston und Troy (New York) wurde 1876 aufgenommen. Die Troy and Greenfield Railroad wurde 1887 von der Fitchburg Railroad erworben, welche ihrerseits 1900 von der Boston and Maine Railroad übernommen wurde.
Der Initiator des Projekts, Alvah Crocker, durchschritt als einer der ersten den Tunnel vollständig. Vor der Jungfernfahrt mit dem ersten Zug verstarb er aber an Lungenentzündung.

## Streckenanschluss und Betrieb

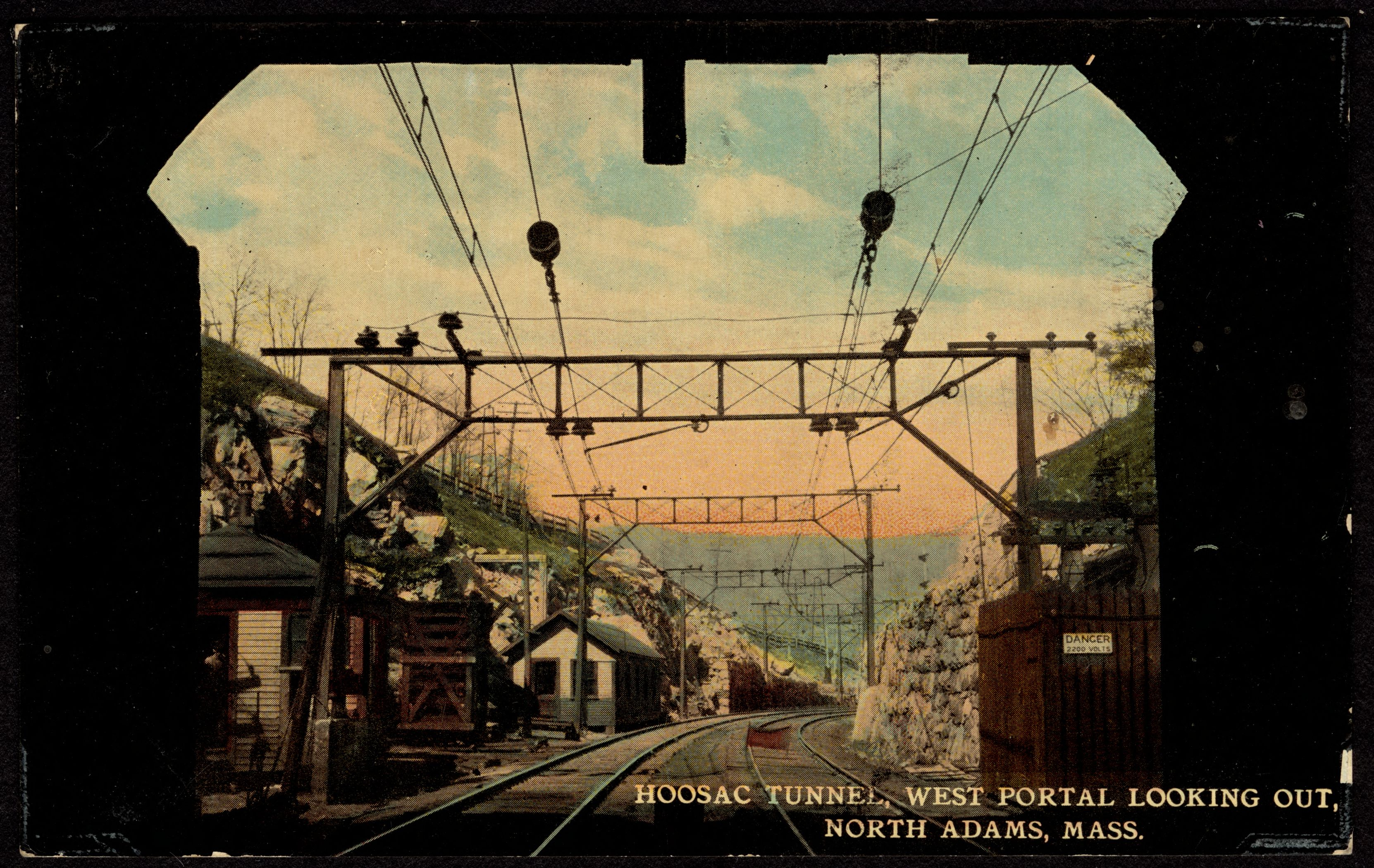
Westportal mit Fahrleitung, ca. 1911

Die Troy and Boston Railroad sowie die mit ihr verbundenen „Southern Vermont Railroad“ und „Troy and Greenfield Railroad“ eröffneten 1859 eine Bahnlinie von Troy (New York), wo Verbindungen zur New York Central Railroad und zur Hudson River Railroad bestanden, nach Osten bis North Adams (Massachusetts) am Westportal des Tunnels.
Durch den 1863 erfolgten Kauf der „Troy and Greenfield Railroad“ durch den Staat entstand eine Möglichkeit des Wettbewerbes. 1877 gründete sich die Boston, Hoosac Tunnel and Western Railway (BHT&W), um eine Strecke von der Grenze zwischen Massachusetts und Vermont, wo die Strecke der Troy and Greenfield Railroad endete, nach Westen zu bauen. Die Strecke verlief parallel der „Troy and Boston Railroad“ über Johnsonville und Schenectady bis nach Rotterdam Junction, wo 1880 eine Verbindung mit der New York, West Shore and Buffalo Railway hergestellt wurde. Am östlichen Ende begann die Strecke in Greenfield, wo die staatseigene Trasse endete. Die Strecke der BHT&W endete in Winthrop (Massachusetts). In den nächsten Jahren kam es zu heftigen Rivalitäten zwischen der „Troy and Boston Railroad“ und der „Boston, Hoosac Tunnel and Western Railway“, bis hin zu Gerichtsprozessen, die erst mit der Übernahme beider Gesellschaften durch die Fitchburg Railroad 1887 endeten.
1877 wurde das östliche Tunnelportal fertiggestellt. Der Betrieb im Tunnel nahm weiter zu, sodass 1881 ein zweites Streckengleis im Tunnel verlegt wurde. Der am höchsten Punkt der Strecke abgeteufte Schacht reichte bald zur Belüftung nicht mehr aus. Somit wurden 1899 dampfbetriebene Ventilatoren installiert. Doch auch diese Maßnahmen helfen nicht gegen die starke Rauch- und Gasbelastung im Tunnel. Die Boston and Maine Railroad als nunmehriger Tunneleigentümer stellte deshalb die den Tunnel durchfahrenden Dampflokomotiven auf Öl als Brennstoff um. Durch den Abdampf wurde der Fels und das Mauerwerk im Tunnel geschädigt und die Gase ließen die Telefon- und Signalkabel schneller korrodieren. Da der Dampf auf den Schienen kondensierte, wurden die Traktionsbedingungen verschlechtert. Es war deshalb notwendig, regelmäßig Vorspannlokomotiven einzusetzen. Unterhaltungsarbeiten waren auf Grund der Verhältnisse täglich nur für zwei Stunden möglich. 1910 passierten täglich knapp 100 Züge den Tunnel. Zu dieser Zeit wurde die Boston & Maine durch die New York, New Haven and Hartford Railroad kontrolliert. Diese hatte bereits mit der Elektrifizierung ihres Streckennetzes begonnen. So nutzte man auch bei der Elektrifizierung des Hoosac-Tunnels das gleiche System wie bei dieser Gesellschaft. Die Arbeiten begannen am 1. November 1910. Am 27. Mai 1911 wurde der elektrische Zugbetrieb durch den Tunnel mit einer Oberleitung mit 11 kV und 25 Hz Wechselstrom zwischen der Ausweichstelle Hoosac Tunnel im Osten und North Adams im Westen aufgenommen. Die Streckenlänge betrug 12,7 Kilometer. Insgesamt wurden 34,4 Kilometer Gleis elektrifiziert. Auch die Ventilationsanlage stellte man auf elektrischen Antrieb um. Die Stromversorgung erfolgte durch ein 6 MW-Dampfkraftwerk bei Zylonite. An den beiden Tunnelenden befanden sich Schaltanlagen der Netzsteuerung. Die Oberleitung hing außerhalb des Tunnels an stählernen Tragwerken. Bei mehr als vier Streckengleisen wurden Quertragseile an Stahlmasten installiert. Vor allem der Einbau im Tunnel unter laufendem Betrieb gestaltete sich schwierig. So musste nach jeder Zugdurchfahrt 10 bis 20 Minuten gewartet werden. Die Arbeitszüge besaßen Personenwagen die mit entsprechenden Luftschleusen versehen waren. 
Für den Betrieb wurden von Baldwin und Westinghouse fünf Lokomotiven geordert. Diese 118 Tonnen schweren Lokomotiven mit der Achsfolge (1'Bo)(Bo'1) erhielten die Bahnnummern 2501 bis 2505. Bereits im April 1911 wurden sie in die Gruppe 5000 bis 5004 umnummeriert. 1917 wurden zwei weitere baugleiche Lokomotiven mit den Nummern 5005 und 5006 geliefert. Um dem durch den Zweiten Weltkrieg veranlassten erhöhten Verkehr gerecht zu werden, erfolgte ab 1942 der Einsatz von zwei gebraucht erworbenen Elektroloks der New York, New Haven and Hartford Railroad. Für eine Fahrt durch den Tunnel benötigte ein 1450 Tonnen schwerer Güterzug 15 bis 20 Minuten und ein 400 Tonnen schwerer Personenzug 7 bis 8 Minuten. Die Dampflokomotiven blieben ohne Leistungsabgabe und somit ohne Rauchentwicklung im Zugverband.

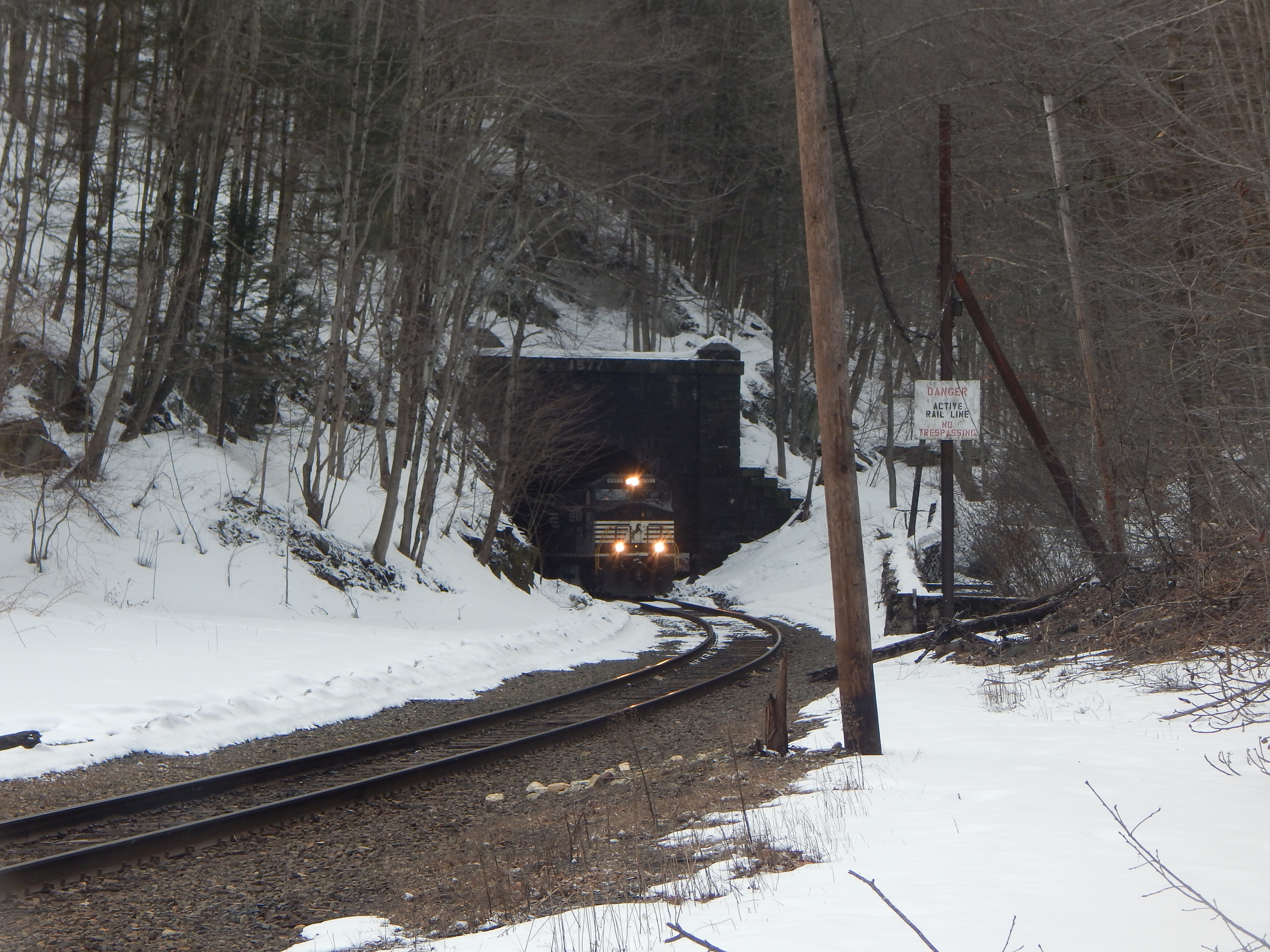
Ausfahrt eines Güterzuges am Ostportal (2015)

Ab dem 24. August 1946 übernahmen Diesellokomotiven den Betrieb. Ein gesonderter elektrischer Zugbetrieb war deshalb nicht mehr notwendig, wurde daraufhin eingestellt und die noch verbliebenen sieben elektrischen Lokomotiven wurden im Februar 1947 verschrottet. 1957 wurde das zweite Streckengleis abgebaut, um die Durchfahrt von verladenen LKW-Aufliegern zu ermöglichen. Außerdem wurde am Westportal ein Sturmschutztor eingebaut. Der letzte planmäßige Personenzug fuhr am 30. November 1958 durch den Tunnel.
Am 2. November 1973 wurde der Tunnel mit der Nummer 73000294 ins National Register of Historic Places aufgenommen.
Heute wird der Tunnel immer noch durch die Pan Am Railways für Güterzüge genutzt.
Nach dem Einsturz eines Teilabschnitts der gemauerten Innenwand des Tunnels nahe dem Westportal und Einbruch von Gestein wurde der Tunnel am 12. Februar 2020 gesperrt. Zur Instandsetzung war der Tunnel bis 4. April 2020 komplett und anschließend im Laufe des Aprils stundenweise gesperrt.

## Tote während des Baues
Während des Tunnelbaues starben 195 Arbeiter. Der Bau erhielt deshalb die Bezeichnung „Der blutige Schacht“ (The bloody pit). Die meisten Toten waren auf das unsichere Nitroglyzerin zurückzuführen.
Der schlimmste Unfall ereignete sich am 17. Oktober 1867 beim Bau des 313 m langen zentralen Abluftschachtes. Eine brennende Kerze im Aufzugsgebäude entzündete Benzindampf, der aus einer Lampe austrat, und löste damit eine Explosion aus. Das Gebäude fing Feuer und stürzte in den Schacht. Vier Arbeiter am oberen Ende des Schachtes konnten noch entkommen, aber 13 wurden in 164 m Tiefe eingeschlossen. Da die Pumpen ebenfalls zerstört wurden, begann sich der Schacht mit Wasser zu füllen. Am nächsten Tag wurde ein Arbeiter mit einem Seil hinuntergelassen, der jedoch nur Rauch und keine Überlebenden vorfand.

## Konstruktion

Ostportal um 1908

Beim Bau des Tunnels mussten rund 1,8 Millionen Tonnen Gestein bewegt werden. Man versuchte deshalb mit technischen Hilfsmitteln, den Tunnelbau voranzutreiben und zu erleichtern. Am 16. März 1853 setzte man erstmals die Tunnelbohrmaschine „Wilson's Patented Stone-Cutting Machine“ ein. Sie ging jedoch nach dem Ausbruch von drei Meter Fels kaputt. Der Grund für ihr Scheitern ist, dass es damals keinerlei Erfahrung bezüglich der nötigen Härte der Bohrmeißel gab. Heute wird dazu extrem gehärteter Spezialstahl verwendet, damals setzte man noch auf sprödes Gusseisen, welches den Belastungen nicht standhalten konnte. Dieser aufgegebene Bauversuch ist heute noch links des östlichen Tunnelportales zu sehen. Deshalb kam man für den Tunnelbau wieder auf die herkömmliche manuelle Bauweise zurück.
Später setzte man mit dem „Burleigh Rock Drill“ einen der ersten pneumatischen Bohrhämmer ein. Diese Bohrhämmer waren eine verbesserte Version des beim gleichzeitigen Bau des Mont-Cenis-Tunnels in Frankreich erstmals eingesetzten Werkzeugs. Die Drucklufthämmer verbesserten auch die gesundheitliche Situation der Arbeiter vor Ort, da sie für mehr Frischluft sorgten. Erstmals erfolgte auch im großen Stile der Einsatz von Nitroglyzerin und Sprengkapseln.
Mit der Fertigstellung des zentralen Abluftkanales 1870 wurde es möglich, den Tunnelbau an zwei weiteren Punkten zu beginnen. Zum Abtransport des Abraums wurde extra ein 305 m langer Aufzug in den Schacht eingebaut.
Eine der größten Herausforderungen war die genaue Bestimmung der Baurichtung, damit die vier Tunnelbaustellen auch aufeinandertreffen. Aus diesem Grunde wurde durch den Wald über den Bergen eine gerade Linie zwischen den Tunnelportalen gerodet. Durch verschiedene Vermessungspunkte wurde sichergestellt, dass die Linie ohne Bogen verlief. Anhand dieser „Hilfslinie“ erfolgte dann die Ausrichtung der Tunnelbaurichtung.
Am 12. Dezember 1872 erfolgte der Durchbruch zwischen dem Ostportal und dem vom Abluftschacht aus begonnenen Tunnelteil. Die Abweichung der Tunnelachse betrug nur 1,4 cm. Am 27. November 1873 erfolgte dann der Durchbruch des restlichen Tunnels.
Da beim Bau des Hoosac-Tunnels viele Grundlagen für den modernen Tunnelbau gelegt wurden und aufgrund seiner Bedeutung als einer der längsten Tunnel der Vereinigten Staaten, erhielt er durch die American Society of Civil Engineers die Bezeichnung „Historic Civil Engineering Landmark“.